# Natalia Vieru
Natalia Vieru , en russe : Наталья Станиславовна Виеру, née le 25 juillet 1989 à Chișinău, dans la République socialiste soviétique moldave, est une joueuse russe de basket-ball. Elle évolue au poste de pivot.

## Biographie
Ses points 10.9 points et 9.1 rebonds en Euroligue avec le Spartak Moscou en 2013-2014, elle rejoint Nadejda Orenbourg pour remplacer Natalia Anoykina, qui signe à UMMC Iekaterinbourg.
Après une saison 2014-2015 à 9,7 points et 8,4 rebonds en championnat mais également 7,6 points et 7,8 rebonds en Euroligue, elle signe pour rejoindre le champion de Russie UMMC Iekaterinbourg.
Elle remporte l'Euroligue 2016 avec UMMC Iekaterinbourg, qui dispose 72 à 69 d'Orenburg.

## Palmarès
- Vainqueur de l'Euroligue 2016[4] et 2018[5].